# Sinking Island
Sinking Island (с англ. — «Тонущий остров») — компьютерная игра в жанре квеста, созданная по сюжету Бенуа Сокаля компанией White Birds Productions в 2007 году.

## Сюжет
Протагонист игры — офицер полиции Джек Норн, расследующий смерть миллионера Уолтера Джонса. События разворачиваются на личном острове погибшего миллионера и построенном на нём особняке-башне в стиле ар-деко. Действие происходит в течение трёх дней и представляет собой классическую историю с поиском улик и разоблачением убийцы.

## Игровой процесс
Есть два варианта прохождения игры: с ограничением по времени, либо без него. При прохождении с ограничением, игроку дается ограниченное время на раскрытие одной из загадок дела. Если вы не успеете в срок — ваш начальник Ривз отстранит вас от дела и придется проходить какой-либо период игры заново. Так же в таком режиме игры сюжет будет разворачиваться независимо от нашего присутствия в том или ином месте острова. При этом персонажи могут стать недоступными в определенное время, а улики, которые не обнаружили вовремя, могут быть смыты в море.

## Отзывы
| Сводный рейтинг | Сводный рейтинг |
| Агрегатор       | Оценка          |
| --------------- | --------------- |
| GameRankings    | 69,64 %         |